# Bäls församling
Bäls församling var en församling i Visby stift. Församlingen uppgick 2007 i Väskinde församling.
Församlingskyrka var Bäls kyrka

## Administrativ historik
Församlingen har medeltida ursprung.  
Församlingen var till 1 maj 1932 annexförsamling i pastoratet Hejnum och Bäl för att därefter till 1962 vara annexförsamling i pastoratet Källunge, Vallstena, Hejnum och Bäl. Från 1962 till 2007 var den annexförsamling i pastoratet Väskinde, Bro, Fole, Lokrume, Hejnum och Bäl. År 2007 uppgick denna församling tillsammans med övriga i pastoratet i Väskinde församling. Församlingskod var 098012.